# Связанное кольцо

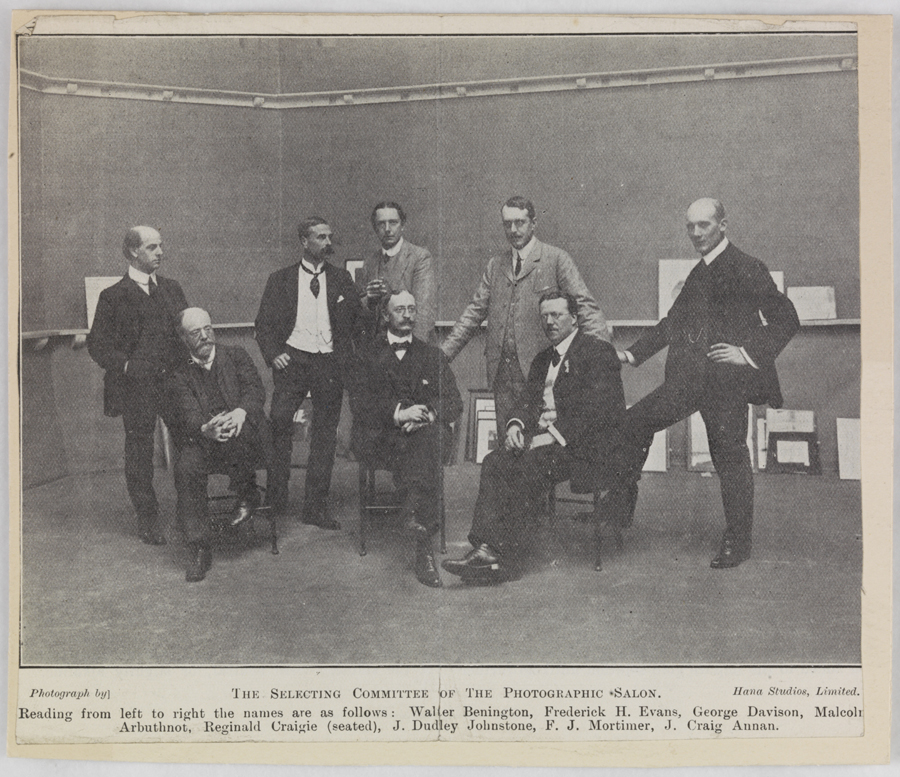
Отборочная комиссия фотографического салона Связанное кольцо

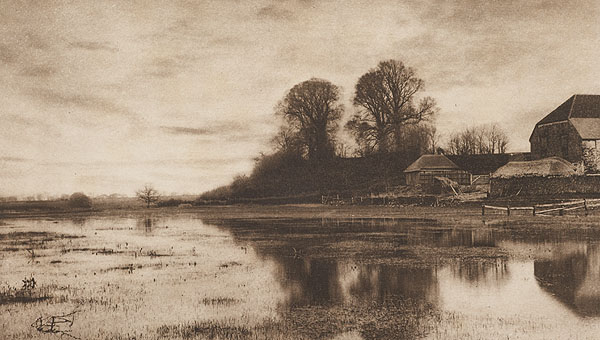
"Eventide" Дж. Б. Б. Веллингтона

Связанное кольцо также известное как «Братство связанного кольца» было британским фотографическим обществом, созданным для того, чтобы доказать, что фотография в такой же степени является искусством, как и наукой. Также общество было создано для продвижения фотографии в мир изобразительного искусства. Члены, посвятившие себя этому ремеслу, искали новые методы для убеждения фотографов и энтузиастов экспериментировать с химическими процессами, методами печати и новыми стилями. 

## Мотивация для создания общества
Фотография интерпретировалась двояко: художественная фотография и научная фотография.  Наука фотографии требует практики, которая определяет результат изображения, тогда как художественный аспект фотографии касается эстетического опыта и успеха фотографии для зрителя.  Эти различия создали напряжение в ремесле, которое Связанное кольцо стремилось изменить.
Группа была основана в мае 1892 года Генри Пичем Робинсоном, бывшим членом Фотографического общества Великобритании Джорджем Дэвисоном и Генри Ван дер Вейдом .  Братство было «средством объединения тех, кто заинтересован в развитии высшей формы искусства, на которую способна фотография».  Членство в группе было только по приглашению; среди участников общества были Джеймс Крейг Аннан, Уолтер Бенингтон, Артур Берчетт, Элвин Лэнгдон Кобурн, Фредерик Эванс, Альфред Хорсли Хинтон, Фредерик Холлиер, Ричард Кин, Пол Мартин, Альфред Маскелл, Лиделл Сойер,  Уильям Смедли-Астон, Фрэнк Сатклифф, Дж. Б. Б. Веллингтон, а позднее американцы Рудольф Эйкемейер-младший, Кларенс Уайт и Альфред Штиглиц . Сын Робинсона, Ральф Уинвуд Робинсон, также был членом. 
Хотя работы женщин-фотографов, таких как Зайда Бен-Юсуф, выставлялись на ежегодных выставках в 1890-х годах, только в 1900 году Гертруда Кезебир стала одной из первых избранных женщин-участниц. 
Братство представляло себя с логотипом из трех взаимосвязанных колец, которые частично должны были представлять масонские верования в добро, истину и прекрасное. 

## Успехи связанного кольца
В ноябре 1893 года в Ангии Робинсон создал Фотографический салон, ежегодное выставочное мероприятие. Его целью было «продемонстрировать изображения, которые представляют собой живописные фотографии и в которых есть явные свидетельства личного чувства и исполнения.  
В 1896 году они начали публиковать «Связанные кольцевые документы», которые ежегодно распространялись среди членов до 1909 года, чтобы продвигать и обсуждать эстетику и практику пикториализма.

## Фото-Сецессион—американский аналог Связанного кольца
Фото-Сецессион был основан фотографом Альфредом Штиглицем в 1902 году. Штиглиц хотел показать, что фотография имеет художественное выражение, подобное живописи и скульптуре, еще больше подчеркнув мастерство фотографов. Члены фото-сецессиона также назывались «американскими линками» и выставляли свои работы в маленьких галереях фото-сецессиона на Пятой авеню в Нью-Йорке. В ее состав входят Мэри Девенс, Фрэнк Юджин, Гертруда Кезебир, Уильям Б. Дайер, Ева Уотсон-Шютце, Эдвард Стейхен, Эдмунд Стерлинг и Кларенс Х. Уайт. 

## Видные члены общества и их вклады
Пикториалист Джеймс Крейг Аннан родился в семье, которая стояла на переднем крае фотографических технологий. В 1866 году его отец создал четырехфутовую печать одиннадцатифутовой картины с помощью нового процесса углеродной печати. Это стало основным поводом для того, чтобы Аннан сам стал фотографом. В молодом возрасте он изучил процесс фотографирования в Вене во время поездки со своим отцом. Этот процесс позволил Аннану работать как гравер  — повышать резкость, затенять или размывать области изображения, описывая этот процесс как «долгое удовольствие». 
Фредерик Эванс отвечал за ведение журналов по фотографии Linked Ring, написание публикаций для газеты и установку в Photo Salon. Один из самых одаренных и чувствительных «фотографов», Эванс известен своими образами архитектуры, в частности соборов. Известно, что он неделями жил в соборах, которые фотографировал, в ожидании идеальных условий освещения, чтобы раскрыть поэзию его предметов. 
Фрэнк С. Сатклифф был наиболее известен благодаря своему изображению «Водяные крысы», которое является одним из первых изображений, показывающих глубину резкости, полученную с помощью камеры. 